# راسل موافوليروا
راسل موافوليروا (بالإنجليزية: Russell Mwafulirwa)‏ (مواليد 24 فبراير 1983 في زومبا) لاعب كرة قدم مالاوي دولي يجيد اللعب في خط الهجوم. يلعب حاليا لصالح نادي نوركوبينغ السويدي من سنة 2008.

## روابط خارجية
- راسل موافوليروا على موقع اتحاد السويد (السويدية)
- راسل موافوليروا على موقع قاعدة بيانات كرة القدم.إي يو (الإنجليزية)
- راسل موافوليروا على موقع ناشيونال فوتبول تيمز (الإنجليزية)
- راسل موافوليروا على موقع Soccerway.com (الإنجليزية)
- راسل موافوليروا على موقع كووورة